# Pteropus mariannus
La volpe volante delle Marianne (Pteropus mariannus Desmarest, 1822) è un pipistrello della famiglia degli Pteropodidi, diffuso sull'isola di Guam e sulle isole Marianne Settentrionali. 

## Descrizione

### Dimensioni
Pipistrello di medie dimensioni, con la lunghezza della testa e del corpo tra 203 e 240 mm, la lunghezza dell'avambraccio tra 134 e 154 mm, un'apertura alare fino a 1,065 m e un peso fino a 577 g.

### Aspetto
La pelliccia è corta, schiacciata sul dorso e nei maschi più rigida ed untuosa sul collo. Il dorso è nerastro, leggermente cosparso di peli bianco-grigiastri argentati, le spalle e i lati del collo sono giallo-brunastri, mentre le parti ventrali, la testa ed i fianchi sono bruno-nerastri, cosparsi di peli argentati. La nuca è spesso chiara come il collo e talvolta con dei riflessi marroni scuri. Il muso è lungo ed affusolato, gli occhi sono grandi. Le orecchie sono relativamente corte e con l'estremità arrotondata. La tibia è priva di peli. È privo di coda, mentre l'uropatagio è ridotto ad una sottile membrana lungo la parte interna degli arti inferiori.

## Biologia

### Comportamento
Si rifugia sugli alberi lungo le scogliere al riparo dai venti e lontano dal disturbo recato dall'uomo.

### Alimentazione
Si nutre principalmente di fiori e frutti di diverse specie di piante, tra le quali Il mango, la papaia, l'albero del pane, la palma da cocco, diverse specie di Ficus, Musa e Pandanus.

### Riproduzione
Danno alla luce un piccolo alla volta in qualsiasi periodo dell'anno.

## Distribuzione e habitat
Questa specie è diffusa sull'isola di Guam e sulle isole Marianne settentrionali. Una seconda sottospecie, P. m. paganensis (Yamashima, 1932), dell'isola di Pagan è probabilmente una variante della stessa popolazione di P. m. mariannus, poiché è stato accertato che individui di questa sottospecie tendono a migrare tra le isole dell'arcipelago. Sono state riportate specie di Pteropus, probabilmente P. mariannus, anche sulle isole di Fais, Satawal e Woleai, nelle Isole Caroline.
Vive nelle foreste tropicali native, nelle vegetazioni costiere e nelle Mangrovie.

## Tassonomia
In accordo alla suddivisione del genere Pteropus effettuata da Andersen, P. mariannus è stato inserito nello P. mariannus species Group, insieme a P. yapensis, P. loochoensis, P. pelewensis, P. tonganus e P. ualanus. Tale appartenenza si basa sulle caratteristiche di avere un ripiano basale nei premolari, cranio tipicamente pteropino e le spalle di un colore più brillante rispetto al resto del corpo.
Altre specie simpatriche dello stesso genere: P. tokudae.

## Conservazione
La IUCN Red List, considerato il ristretto e frammentato areale e il continuo declino del proprio habitat, classifica P. mariannus come specie in pericolo di estinzione (Endangered).
La CITES ha inserito questa specie nell'appendice I.
L'animale è utilizzato a scopo alimentare dalla popolazione locale soprattutto durante banchetti nunziali e feste tradizionali, attività che hanno portato al declino delle sue popolazioni; così come già avvenuto precedente per la specie Pteropus tokudae, che oggi risulta estinta sull'isola di Guam.